# Primula huashanensis
Primula huashanensis är en viveväxtart som beskrevs av F.W. Chen och C.M. Hu. Primula huashanensis ingår i släktet vivor, och familjen viveväxter. Inga underarter finns listade i Catalogue of Life.